# اوزووو (بویانوواتس)
اوزووو (به صربی: Uzovo) یک منطقهٔ مسکونی در صربستان است که در بوجانوواچ واقع شده‌است. اوزووو ۱۰ نفر جمعیت دارد.